# كأس الأمير 1968–69
أقيمت بطولة كأس الأمير الثامنة في موسم 1968/1969، وقد شارك في البطولة 11 فريق.

## الفرق المشاركة
- نادي خيطان
- نادي كاظمة
- نادي التضامن الكويتي
- نادي الشباب الكويتي
- نادي السالمية
- نادي النصر الكويتي
- نادي الفحيحيل
- نادي الجهراء (الشهداء)
- نادي القادسية الكويتي
- نادي العربي الكويتي
- نادي الكويت

## الدور التمهيدي
- نادي خيطان × نادي كاظمة (2:4)
- نادي التضامن الكويتي × نادي الشباب الكويتي (2:5)
- نادي السالمية × نادي النصر الكويتي (0:6)

## الدور الربع نهائي
- نادي الفحيحيل × نادي الجهراء (الشهداء) (1:4)
- نادي القادسية الكويتي × نادي خيطان (0:3)
- نادي العربي الكويتي × نادي التضامن الكويتي (0:5)
- نادي الكويت × نادي السالمية (1:3)

## الدور النصف نهائي
- نادي العربي الكويتي × نادي القادسية الكويتي (0:2)
- نادي الكويت × نادي الفحيحيل (0:3)

## النهائي
- نادي العربي الكويتي × نادي الكويت (1:2)

سجل أهداف العربي :
- مرزوق سعيد
- جواد مقصيد

سجل هدف الكويت :
- عمر النور

## هداف البطولة
- محسن صالح (التضامن) ومحمود ديكسن (السالمية) ثلاثة أهداف.